# Angevillers
Ne doit pas être confondu avec Angivillers ou Angervilliers.
Angevillers [ɑ̃ʒvile] est une commune française située dans le département de la Moselle, en région Grand Est.

## Géographie

#### Cartographie interactive(cliquer pour afficher)
Angevillers est un village français situé en Lorraine, dans le département de la Moselle. Sa population s'élève à un peu plus de 1 300 habitants.

### Communes limitrophes
| Rochonvillers      | Escherange  |          |
| Havange, Tressange | Angevillers | Œutrange |
| Fontoy             | Algrange    |          |

### Hydrographie
La commune est située dans le bassin versant du Rhin au sein du bassin Rhin-Meuse. Elle n'est drainée par aucun cours d'eau.

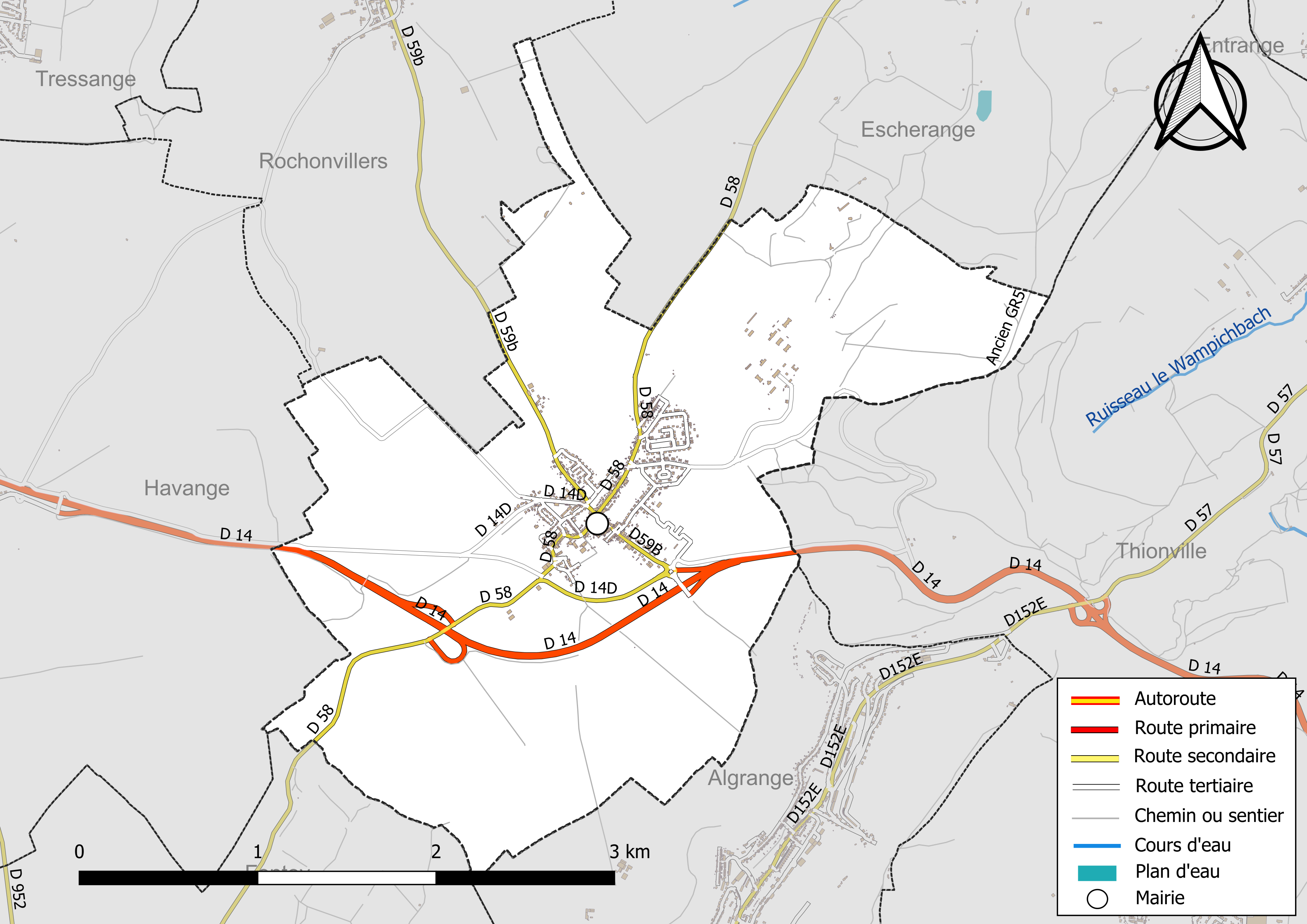
Réseaux hydrographique et routier d'Angevillers.

### Climat
Pour des articles plus généraux, voir Climat du Grand Est et Climat de la Moselle.
En 2010, le climat de la commune est de type climat de montagne, selon une étude du Centre national de la recherche scientifique s'appuyant sur une série de données couvrant la période 1971-2000. En 2020, Météo-France publie une typologie des climats de la France métropolitaine dans laquelle la commune est exposée à un climat semi-continental et est dans la région climatique Lorraine, plateau de Langres, Morvan, caractérisée par un hiver rude (1,5 °C), des vents modérés et des brouillards fréquents en automne et hiver.
Pour la période 1971-2000, la température annuelle moyenne est de 8,8 °C, avec une amplitude thermique annuelle de 16,5 °C. Le cumul annuel moyen de précipitations est de 852 mm, avec 12,5 jours de précipitations en janvier et 9,3 jours en juillet. Pour la période 1991-2020, la température moyenne annuelle observée sur la station météorologique de Météo-France la plus proche, « Malancourt », sur la commune d'Amnéville à 16 km à vol d'oiseau, est de 10,2 °C et le cumul annuel moyen de précipitations est de 884,1 mm. 
La température maximale relevée sur cette station est de 39,3 °C, atteinte le 25 juillet 2019 ; la température minimale est de −17,9 °C, atteinte le 5 janvier 1985,,.
Les paramètres climatiques de la commune ont été estimés pour le milieu du siècle (2041-2070) selon différents scénarios d'émission de gaz à effet de serre à partir des nouvelles projections climatiques de référence DRIAS-2020. Ils sont consultables sur un site dédié publié par Météo-France en novembre 2022.

## Urbanisme

### Typologie
Au 1er janvier 2024, Angevillers est catégorisée bourg rural, selon la nouvelle grille communale de densité à sept niveaux définie par l'Insee en 2022.
Elle est située hors unité urbaine. Par ailleurs la commune fait partie de l'aire d'attraction de Luxembourg (partie française), dont elle est une commune de la couronne,. Cette aire, qui regroupe 115 communes, est catégorisée dans les aires de 700 000 habitants ou plus (hors Paris),.

### Occupation des sols
L'occupation des sols de la commune, telle qu'elle ressort de la base de données européenne d’occupation biophysique des sols Corine Land Cover (CLC), est marquée par l'importance des territoires agricoles (68,4 % en 2018), en augmentation par rapport à 1990 (67,4 %). La répartition détaillée en 2018 est la suivante : 
terres arables (60,5 %), forêts (20,8 %), zones urbanisées (8,5 %), prairies (5 %), zones agricoles hétérogènes (2,9 %), milieux à végétation arbustive et/ou herbacée (2,3 %). L'évolution de l’occupation des sols de la commune et de ses infrastructures peut être observée sur les différentes représentations cartographiques du territoire : la carte de Cassini (XVIIIe siècle), la carte d'état-major (1820-1866) et les cartes ou photos aériennes de l'IGN pour la période actuelle (1950 à aujourd'hui).

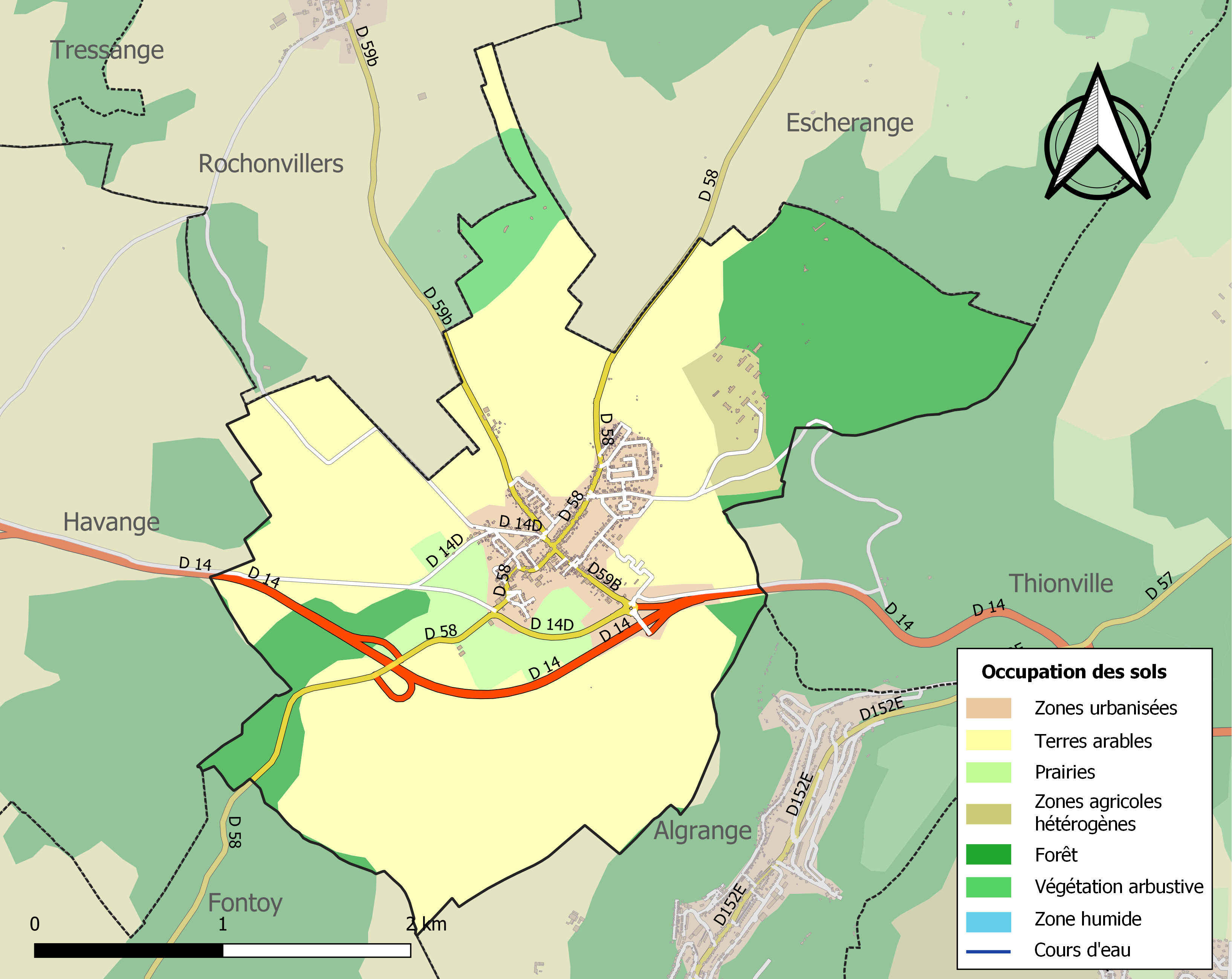
Carte des infrastructures et de l'occupation des sols de la commune en 2018 (CLC).

## Toponymie
D'un nom de personne germanique Ansher suivi du latin villa.
- Anciens noms[14],[15] : Ansheresvilla ou Ansherisvilla (926), Antweiler (975), Ansieviller (1236), Answilre (1403), Anßwyler (1450), Anenviller (1544), Answeiler (1572 et XVIIe siècle), Answeiller (1606), Antzueyller (1688), Angeviller (1693), Augevillers (1793), Angewillers (XIXe siècle).
- En allemand : Answeiler[14], puis Arsweiler (1871-1918).
- En francique luxembourgeois : Aasler[16] et Uerswëller[17].

## Histoire

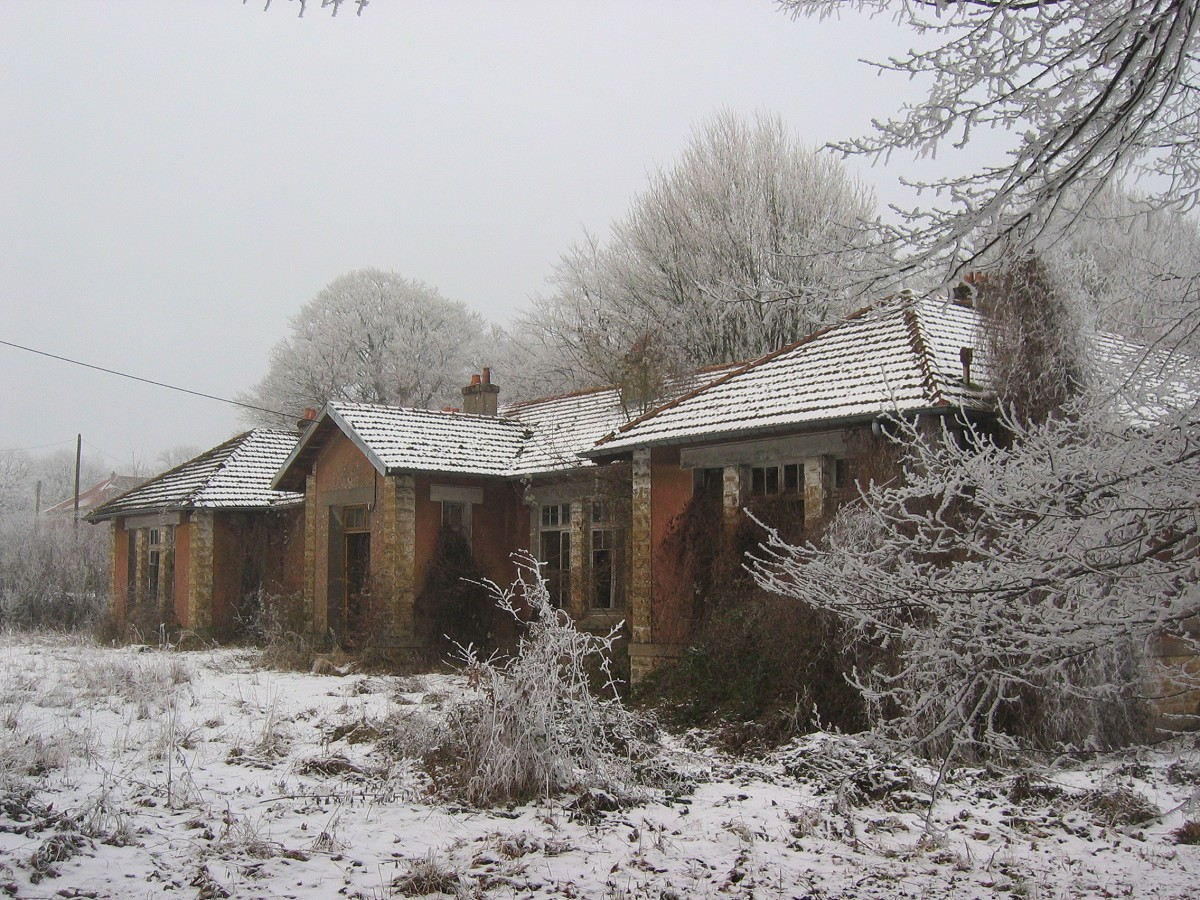
Le camp d’Angevillers.
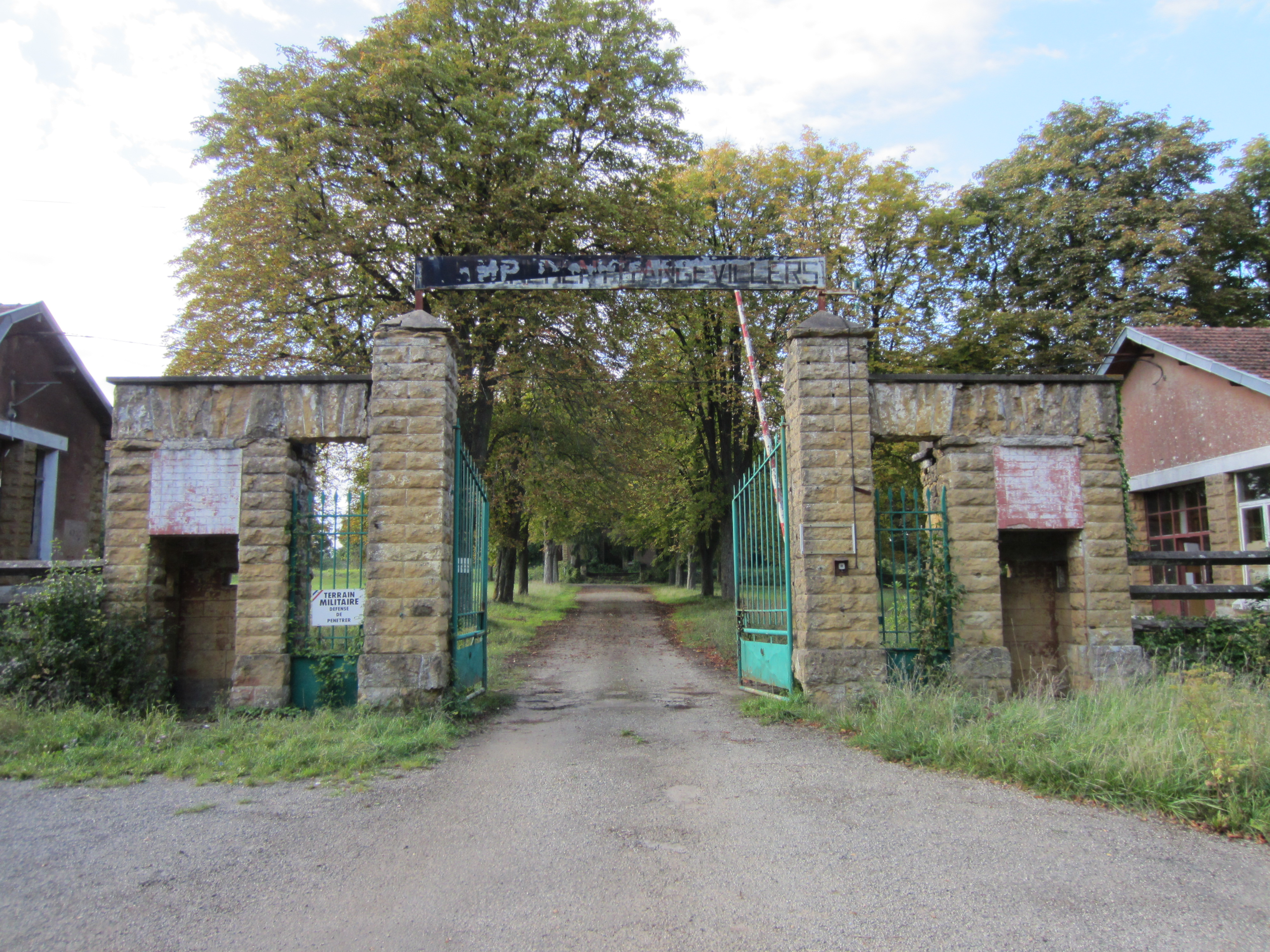
Camp d' Angevillers porte d'entrée.

La plus ancienne mention écrite concernant Angevillers date de 926 sous le nom d'Ansheresvilla, mais quelques pièces de monnaie romaines, des tombes mérovingiennes mises au jour en 1966-1967 et une meule en lave basaltique attestent d'une occupation plus ancienne.
Le village d’Answeiler — nom du village le plus courant jusqu'au XVIIe siècle —  dépendait de Trêves, du Duché de Bar puis de Luxembourg, comme toute la région de Thionville jusqu'en 1659 (traité des Pyrénées). Un dialecte luxembourgeois s'y est d'ailleurs maintenu jusqu'aux années 2000, principalement chez les personnes les plus âgées.
Le village était fief des seigneurs de Bassompierre du XIVe siècle au XVIIe siècle. La seigneurie est vendue à Jacques-Antoine Lecomte, gendre de Rodolphe de la Roche-Hullin, propriétaire des forges d'Hayange. Une mauvaise gestion des biens le contraint à vendre les forges à Jean-Martin Wendel. Par la suite ses héritiers revendent la seigneurie au baron de Bergh qui s'installe plus durablement au château. Ses héritiers revendent la seigneurie à Dominique Elminger, maître des Eaux et Forêts de Thionville. La nuit du 4 août 1789 met fin aux privilèges des nobles et la famille Elminger est inscrite sur les listes des émigrés de la Révolution. Réfugiée à Metz, elle tente de faire valoir ses droits. Le château passe dans les mains d'un notaire qui le revend pierre par pierre. L'enceinte du château existe toujours et enserre aujourd'hui deux fermes construites au milieu du XIXe siècle.
La commune fit partie en 1790 du canton de Florange, puis de celui d'Œutrange sous l'organisation de l'an III.
En 1817, il y avait 395 habitants répartis dans 59 maisons.
Le début de l'exploitation de la mine contribua à l'essor démographique de la commune. Dès 1880, un afflux de population allait transformer radicalement le petit monde d'agriculteurs et d'artisans. Une première cité de mineurs, « la colonie du haut », est construite dans les années 1890 suivie de « la colonie du bas » vers 1914.
Le camp d'Angevillers a été construit dans les années trente pour abriter les troupes de forteresse des ouvrages de la ligne Maginot des ouvrages de Molvange et de Rochonvillers.

## Politique et administration

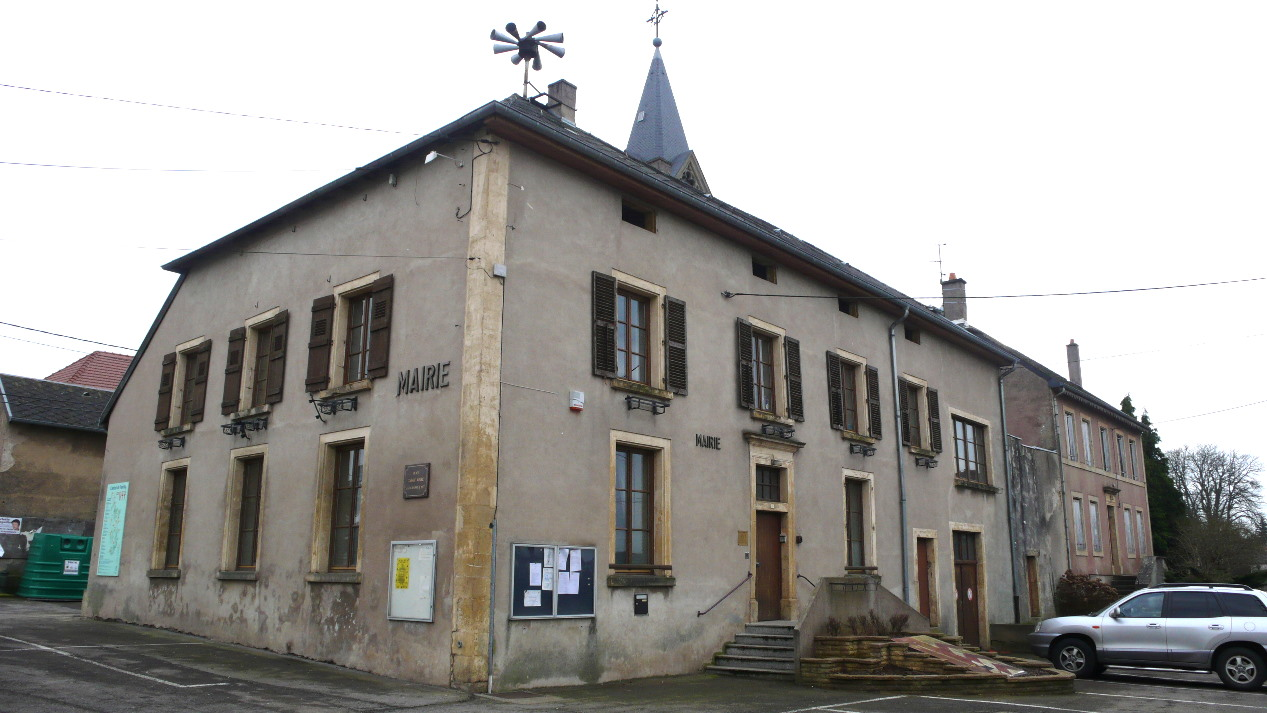
Mairie d'Angevillers.

| Période | Période  | Identité                        | Étiquette    | Qualité |
| ------- | -------- | ------------------------------- | ------------ | ------- |
| 1794    | 1796     | Pierre Taite                    |              |         |
| 1796    | 1797     | Nicolas Maire                   |              |         |
| 1797    | 1798     | Martin Baué                     |              |         |
| 1798    | 1799     | Nicolas Bosseler                |              |         |
| 1799    | 1800     | Pierre Taite                    |              |         |
| 1800    | 1831     | Jean Frantz                     |              |         |
| 1831    | 1834     | Jean-Pierre Gretten             |              |         |
| 1835    | 1844     | Jean-Pierre Clément             |              |         |
| 1844    | 1846     | Nicolas Oury                    |              |         |
| 1846    | 1847     | Nicolas Taite                   |              |         |
| 1847    | 1848     | François Haut                   |              |         |
| 1848    | 1859     | Nicolas Taite                   |              |         |
| 1859    | 1882     | Michel Mouraux                  |              |         |
| 1882    | 1896     | Jean-Baptiste Schneider         |              |         |
| 1896    | 1916     | Auguste Mouraux                 |              |         |
| 1916    | 1918     | Ernst Jung                      |              |         |
| 1918    | 1919     | Auguste Mouraux                 |              |         |
| 1919    | 1935     | Joseph Schneider                |              |         |
| 1935    | 1938     | Auguste Hoffmann                |              |         |
| 1939    | 1940     | Edmond Baué                     |              |         |
| 1941    | 1944     | Angevillers rattaché à Algrange |              |         |
| 1945    | 1977     | Gabriel Maire                   |              |         |
| 1977    | 1992     | Albert Hoffman                  |              |         |
| 1992    | 2008     | Gilbert Fendt                   |              |         |
| 2008    | 2020     | Marcelle Brier                  |              |         |
| 2020    | En cours | Jean Marie Colin                | DVD Horizons |         |

## Démographie
L'évolution du nombre d'habitants est connue à travers les recensements de la population effectués dans la commune depuis 1793. Pour les communes de moins de 10 000 habitants, une enquête de recensement portant sur toute la population est réalisée tous les cinq ans, les populations de référence des années intermédiaires étant quant à elles estimées par interpolation ou extrapolation. Pour la commune, le premier recensement exhaustif entrant dans le cadre du nouveau dispositif a été réalisé en 2007.

En 2022, la commune comptait 1 357 habitants, en évolution de +8,47 % par rapport à 2016 (Moselle : +0,52 %, France hors Mayotte : +2,11 %).
| 1793 | 1800 | 1806 | 1821 | 1836 | 1841 | 1861 | 1866 | 1871 |
| ---- | ---- | ---- | ---- | ---- | ---- | ---- | ---- | ---- |
| 308  | 301  | 365  | 667  | 484  | 504  | 454  | 411  | 417  |

| 1875 | 1880 | 1885 | 1890 | 1895 | 1900 | 1905 | 1910  | 1921 |
| ---- | ---- | ---- | ---- | ---- | ---- | ---- | ----- | ---- |
| 384  | 389  | 413  | 435  | 442  | 591  | 728  | 1 081 | 704  |

| 1926  | 1931  | 1936  | 1946 | 1954  | 1962  | 1968  | 1975  | 1982  |
| ----- | ----- | ----- | ---- | ----- | ----- | ----- | ----- | ----- |
| 1 076 | 1 383 | 1 421 | 678  | 1 255 | 1 598 | 1 397 | 1 441 | 1 284 |

| 1990  | 1999  | 2006  | 2007  | 2012  | 2017  | 2022  | - | - |
| ----- | ----- | ----- | ----- | ----- | ----- | ----- | - | - |
| 1 175 | 1 185 | 1 262 | 1 273 | 1 247 | 1 253 | 1 357 | - | - |

## Culture locale et patrimoine

### Lieux et monuments

#### Édifices civils
- Vestiges préhistoriques et antiques.
- Découverte de bronzes de l'époque romaine.
- Traces du « Château Bourg » XVIIe siècle (les caves).
- Ouvrage de Rochonvillers.

#### Édifices religieux

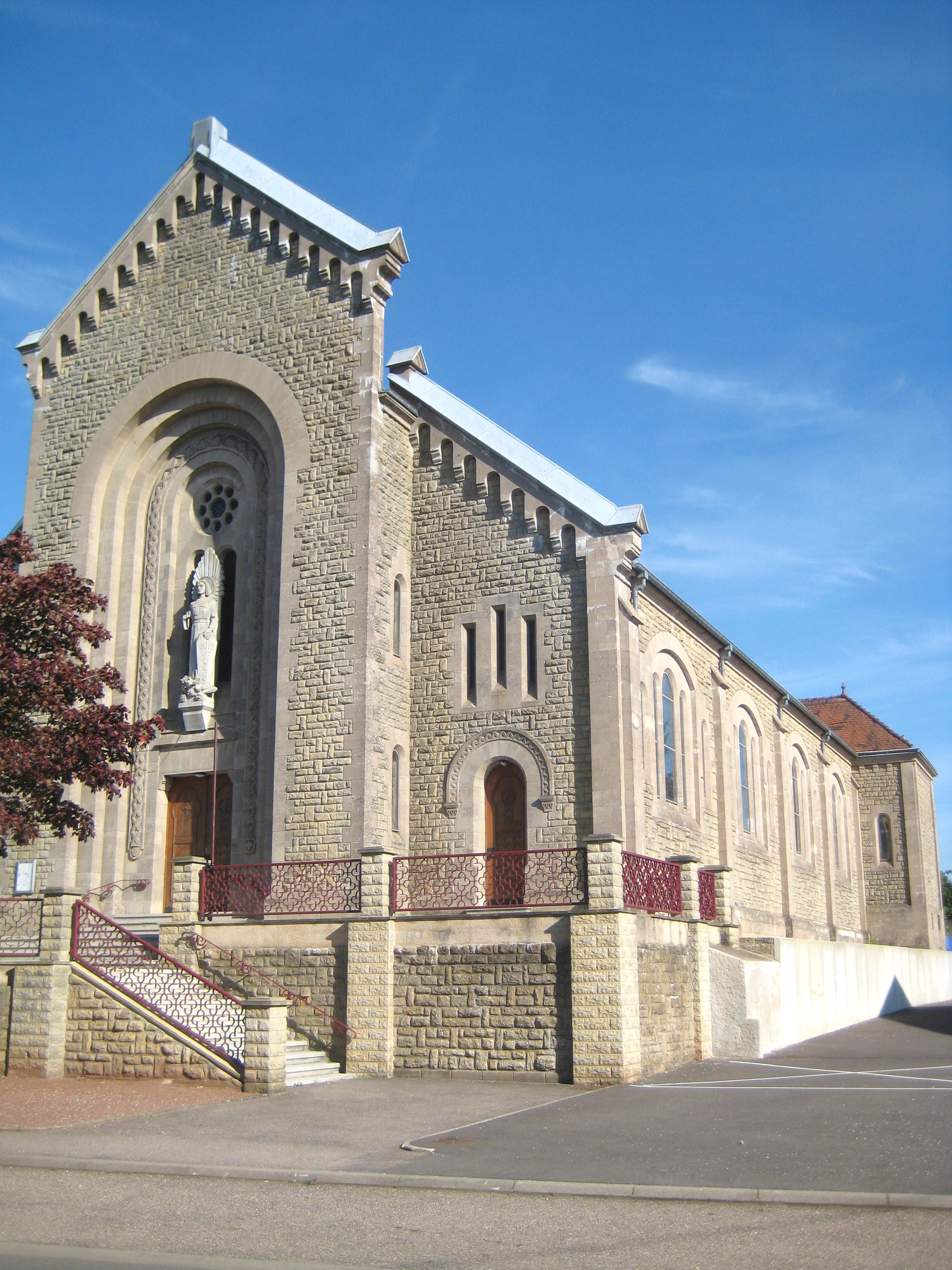
Église paroissiale Saint-Michel.

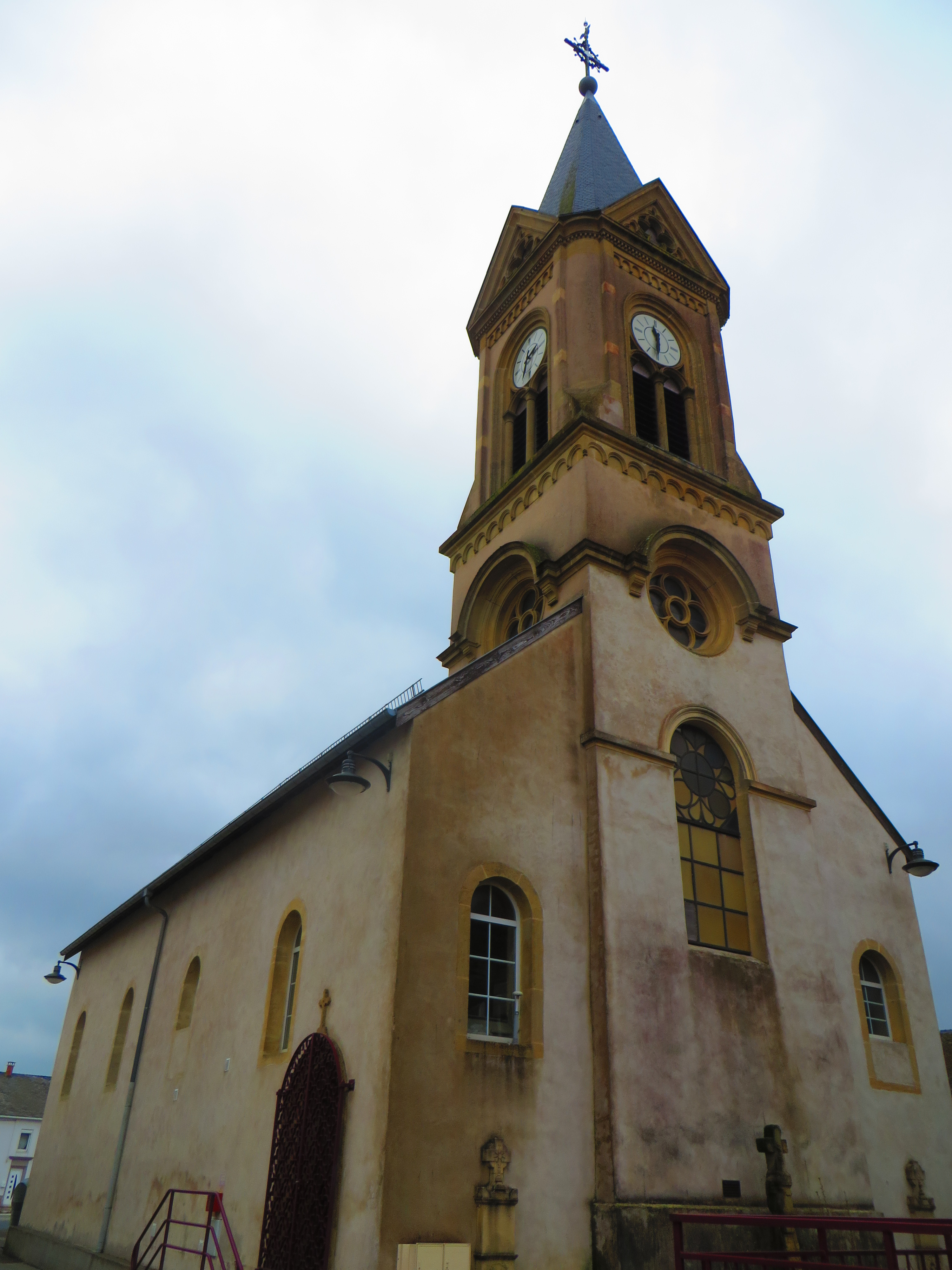
Ancienne église Saint-Michel.

- Ancienne église Saint-Michel XVIIIe siècle (désaffectée).
- Église paroissiale Saint-Michel 1946.

#### Croix et calvaires
Plus d'une douzaine de croix et calvaires se trouvent au détour d'un chemin dans le village :
- rue de Fontoy, ferme Kaiser. Statue de sainte Anne et de la sainte Vierge dans une niche. Une statue de saint Hubert s'y trouvait jusqu'en 1944.
- rue de Fontoy. Croix composite de plusieurs époques dont le fût, sans doute du XVIIe siècle, a été encastré dans le mur d'un jardin.
- clos des Groseilliers. Croix de chemin du XVIIIe siècle ou début XIXe siècle qui se trouvait à l'origine de l'autre côté de la chaussée.
- chemin d'Algrange. Croix de mission probablement, vers 1825, démontée lors de la réalisation de la route départementale et remisée dans le garage communal.
- rue de Thionville. Croix datée de 1844, érigée par les familles Mangeot et Schneider ; aujourd'hui dans le jardin d'un particulier.
- impasse des Fauvettes. Lanterne d'un ancien calvaire à demi enterrée. La croix se trouve dans le garage de particuliers.
- rue de Havange. Croix restaurée par la veuve Haut en 1826. Le fût du XVIIIe siècle est l'œuvre de Théodore Leleyter, maçon de Fontoy.
- rue de Havange. Croix de mission, probablement de la première moitié du XIXe siècle.
- rue de Havange, dans l'enceinte du stade Majcherczyk. Croix "Saint-Jacques" érigée en 1877 par la famille Frantz.
- rue d'Escherange. Calvaire érigé par Dominique Schneider et Marguerite Schmit en 1697.
- route d'Escherange. Croix de mission, probablement de la première moitié du XIXe siècle.
- route du camp militaire, à la sortie de la rue de la Forêt. Croix de mission probablement de la première moitié du XIXe siècle.
- adossée au clocher de l'ancienne église. Croix du XVIIIe siècle qui se trouvait dans la forêt. Elle a été restaurée et bénie le 24 juin 2007 à l'occasion des 60 ans de la nouvelle église.
- sans oublier « Notre-Dame du Chêne », (« Kreuz'Eich » pour les autochtones...). La légende raconte qu'un jeune homme de Fontoy revenant de chez sa fiancée originaire d'Oeutrange se trouva pris dans la forêt pendant un orage. Un éclair foudroya un chêne et, se mettant à prier, il fit le vœu de placer dans ce chêne une statue de la Vierge s'il sortait vivant de la forêt... C'est ce qu'il fit ! À partir de ce moment, l'endroit est devenu un lieu de dévotion populaire. En 1909, une bougie mit le feu au chêne et les habitants d'Angevillers et des environs confièrent à Joseph Hoffmann, entrepreneur d'Angevillers, la construction du monument où brûlent de petites bougies allumées quasi quotidiennement par des marcheurs. Depuis de nombreuses années, des personnes de tous les villages environnants se retrouvent le 15 août pour prier et partager un moment de convivialité autour d'un café et d'une part de tarte...

### Le bunker d’Adolf Hitler

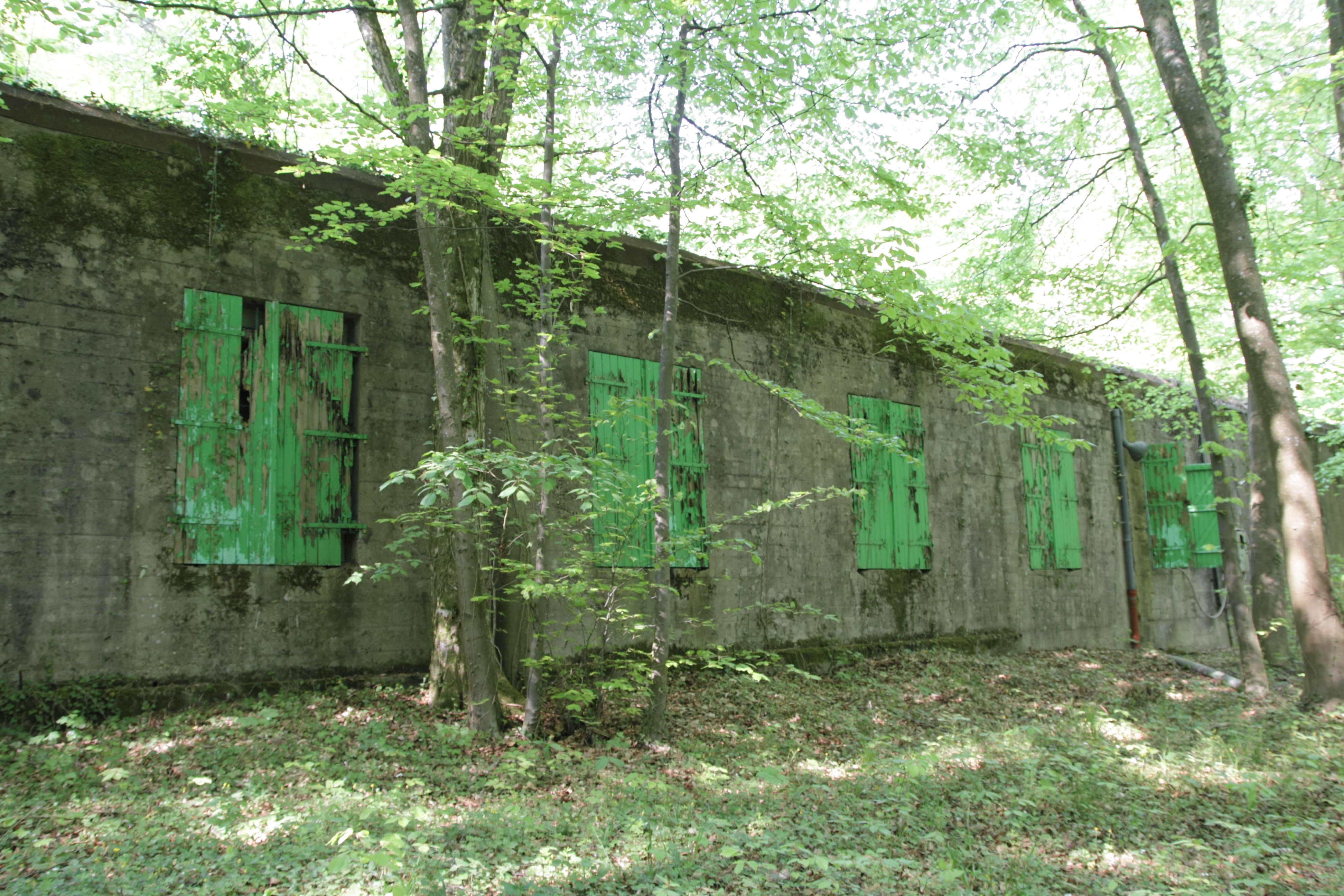
Bunker de Hitler en 2011.

Dans la forêt se trouve un bâtiment inachevé, connu sous le nom de "Brunehilde Anlage" qui aurait dû être le centre de commandement d'Adolf Hitler pour les opérations à l'ouest. L'arrivée précoce des troupes alliées ayant suspendu les travaux, le Führer n'y vint que pour observer l'évolution du chantier, et ne put jamais y installer son commandement. La construction d'un tel ouvrage à cet endroit est due à la localisation même d'Angevillers, qui se trouvait alors à l'extrémité occidentale du Reich, à 850 km de Berlin et à 350 km  de Paris.

### Les vitraux exceptionnels de la nouvelle église
Depuis 1914, l'église d'Angevillers était devenue trop petite. En 1935, l'abbé Jean Keime devenait le nouveau curé de la paroisse. Jeune et plein d'enthousiasme, sous-officier de réserve, il administrait une paroisse en pleine expansion grâce aux nombreuses familles de militaires de la Cité des Jardins et à la garnison du Camp. En 1936, il relança l'idée d'agrandir l'église puis, face à de nombreuses contraintes techniques, renonça à ce projet au profit de la construction d'un nouvel édifice. Cette idée n'eut pas de suite l'assentiment général. Toutefois, en juin 1938 était posée la première pierre et le gros œuvre était terminé en 1940 quand les travaux durent être provisoirement arrêtés à cause de la guerre. Une fois la guerre terminée et l'abbé Keime revenu dans sa paroisse, l'église fut inaugurée et ouverte au culte en 1946 avant d'être consacrée le 22 juin 1947.
Œuvre de la générosité des paroissiens, chacun a pu contribuer à sa construction en moulant des pierres, en participant financièrement... même les petits garçons ont fourni une partie du plomb qui a servi à la fabrication des vitraux en donnant leurs petits soldats. Les vitraux proviennent des ateliers des frères Ott de Strasbourg et représentent des scènes de la vie de saints mais un d'entre eux attire particulièrement l'œil pour son originalité : la messe de plein air avec les scouts. Le lutrin qui sert aux lectures, tout comme le support de l'encensoir ont été réalisés avec des barres de forage entre 1965 & 1969, fabriqués par des ouvriers dans l'atelier du jour de la Mine d'Angevillers à Algrange et offerts par les mineurs.

## Pour approfondir